# Lewinia muelleri
Il rallo delle Auckland (Lewinia muelleri Rothschild, 1893) è un uccello della famiglia dei Rallidi originario delle isole omonime.

## Descrizione
Il rallo delle Auckland è un piccolo Rallide (21 cm) dal piumaggio castano sul dorso e grigio sul petto. I fianchi sono listati da strisce bianche e nere e la testa è rosso-bruna, con il becco rosso. Ha dimensioni inferiori a quelle del rallo di Lewin. Gli studiosi non hanno ancora risolto il dilemma riguardo alle sue capacità di volo: le testimonianze più antiche indicano che fosse in grado di volare, ma i ricercatori attuali hanno riscontrato solo pochi indizi al riguardo. Se la specie fosse in grado di volare, tuttavia, è appurato che lo farebbe solo molto raramente. Il rallo delle Auckland emette una vasta gamma di richiami, il più frequente dei quali è un crex prodotto a intervalli di un secondo per 10 o più volte di fila. La funzione dei richiami, comunque, è sconosciuta.

## Distribuzione e habitat
Questo rallo è endemico delle Auckland, un gruppo insulare posto 460 km a sud della Nuova Zelanda. Gli studiosi lo considerano un'anomalia biogeografica, dal momento che sembra che esso abbia raggiunto queste isole remote senza che nessuna specie del genere Lewinia si sia stabilita sulla più vicina Nuova Zelanda. Il suo parente più stretto, infatti, è il rallo di Lewin dell'Australia. Al giorno d'oggi è presente unicamente su due isole dell'arcipelago, Adams e Disappointment.

## Biologia
Abbiamo solo poche notizie riguardo al comportamento riproduttivo del rallo delle Auckland. I pochi nidi che sono stati esaminati contenevano covate di due uova, deposte probabilmente ai primi di novembre. Le uova sono di color crema, con macchioline rosse, marroni e grigie.

## Conservazione
Le isole Auckland, scoperte nel 1806, furono per quarant'anni importante punto d'appoggio per i navigatori e i cacciatori di balene. Già nel 1807 vi furono introdotti suini, e più tardi bovini, pecore e conigli. Quando il capitano Musgrave visitò queste isole nel 1864, non trovò più traccia degli animali precedentemente introdottivi, ma vide soltanto gatti, i probabili sterminatori dei ralli. Da allora, la specie venne considerata estinta. Tuttavia, è vero che il rallo era scomparso dall'isola principale dell'arcipelago, Auckland, ma esso era fortunatamente riuscito a sopravvivere sulle più piccole Adams e Disappointment, non raggiunte dai predatori, dove venne riscoperto nel 1966 e nel 1993. Oggi, su queste isole, sono presenti rispettivamente 1500 e oltre 500 esemplari. Inoltre, gli studiosi sperano che in seguito a un programma di eradicamento di gatti e maiali la specie possa essere reinserita anche su altre isole vicine. Sulla Lista Rossa della IUCN è classificata tra le specie «vulnerabili», poiché se ratti o altri predatori riuscissero a raggiungere le isole dove essa vive, la sua esistenza sarebbe in grave pericolo.